# 浮动电压
浮充电压是电池在完全充电后保持的电压，通过补偿电池的自我放电来维持该容量。 在电池运行的整个过程中（例如在汽车电池中），电压可以保持恒定，或者可以在充电器的特定充电阶段保持电压。 随着电池的化学和结构以及环境温度的变化，适当的浮动电压会有很大的变化。
对于电池类型使用适当的电压并进行适当的温度补偿，浮充电器可以无限期地保持连接而不会损坏电池。
但是，某些锂离子变体耐受性差，可能出现过热现象，并且火灾和爆炸并不罕见。 确保所涉及的电池可以安全地涓流充电，而且自动进入涓流充电模式的充电器电路在每种情况下都是安全和适当的，这一点是很重要的。

## 铅酸电池
下表列出了25°C下铅酸电池可接受的平均浮动电压：
| 铅酸电池类型 | 单电池（2V) | 3-电池 （6V) | 6电池 （12V) |
| ------------ | ----------- | ------------ | ------------ |
| 凝胶电池     | 2.18        | 6.53         | 13.05        |
| 铅酸电池     | 2.23        | 6.7          | 13.4         |
| 吸收性玻璃毡 | 2.27        | 6.8          | 13.6         |

温度补偿
每个电池的补偿温度上升约为-3.9mV/°C(-2.17mV/°F)是必要的。
例1
12V(6-电池)电池至30 °C(86 °F)(+5 °C的变化):
(−3.9 mV/°C) × (6 cells) × (5 °C change) = −117 mV
13.4 V (flooded battery float) + (−117 mV) = 13.28 V
例2
12V(6-电池)电池在20 °C(68 °F)(-5 °C的变化):
(−3.9 mV/°C) × (6 cells) × (−5 °C change) = +117 mV
(13.4 V flooded battery float) + (117 mV) = 13.52 V
不补偿温度会缩短电池寿命，因为过度充电或充电不足。

## 参看
- 涓流充電